# Октобрис
„Октобрис“ е нелегален вестник на комунистическата съпротива във Вардарска Македония.

## История
Издаването му започва през юли 1942 година в Куманово по време на българското управление в областта в годините на Втората световна война. Вестникът е орган на Кумановската организация на Комунистическата партия на Югославия и се списва на местен диалект. Сътрудници на вестника на Боян Зафировски-Болан, Благой Стефковски – Гойчо, Йордан Цеков – Дане и други. Вестникът е размножаван на шапирограф на техниката на местния комитет на КПЮ в къщата на Йордан Цеков в Куманово с тираж около 100-120 броя. Вестникът спира през ноември 1942 година. Запазени са броеве 3–6.